# Vio-lence
Vio-lence är ett thrash metalband från USA. Bandet grundades 1985 och lades ner 1993. Vio-lence återförenades 2001 för att göra ett framträdande på Thrash of the Titans, en konsert som hölls till förmån för Testaments cancersjuka sångare Chuck Billy. Bandet fortsatte sedan att turnera fram till 2003. Bandet uppträdde i januari 2018 till förmån för Sean Killian som drabbats av levercirros. Vio-lence återförenades 2019.

## Medlemmar

### Nuvarande medlemmar
- Perry Strickland – trummor (1985–1993, 2001–2003, 2018, 2019–)
- Phil Demmel – gitarr (1985–1993, 2001–2003, 2018, 2019–)
- Sean Killian – sång (1986–1993, 2001–2003, 2019–)
- Bobby Gustafson – kompgitarr (2020–)
- Christian Olde Wolbers - basgitarr (2020–)

### Tidigare medlemmar
- Eddie Billy – basgitarr (1985)
- Troy Fua – gitarr (1985–1987, 2001–2003)
- Jerry Birr – sång (1985–1986)
- Robb Flynn – gitarr (1987–1992)
- Mark Hernandez	 – trummor (1993)
- Steve Schmidt – gitarr (2001)
- Ray Vegas – gitarr (1991–1994, 2001, 2019–2020)
- Deen Dell – basgitarr (1985–1993, 2001–2003, 2018, 2019–2020)

### Turnerande medlemmar
- Robb Flynn – sång, gitarr (2018)

## Diskografi

### Studioalbum
- Eternal Nightmare (1988)
- Oppressing the Masses (1990)
- Nothing to Gain (1993)

### EP
- Torture Tactics (1991)

### Demo
- Mechanic (1986)

## Videografi

### Live-DVD
- Blood and Dirt (2006)